# نينتندو دي أس آي
نينتندو دي أس آي (بالإنجليزية: Nintendo DSi أو DSi باختصار ؛ باليابانية: ニンテンドーDSi، نينتندوه دي أسوّ أي) هو الإكرِّر الثالثة لجهاز المحمول النينتندو دي أس الذي تم إنتاجه وتصنيعه من قبل شركة نينتندو. لقد أعلن عن هذا الجهاز في مؤتمر نينتندو في طوكيو، اليابان منذ 2 أكتوبر، 2008. نينتندو يوصفون النينتندو دي أس آي كالـ«منصة الثالثة»، موحياً بأن الجهاز لا ينوي أن يحل مكان النينتندو دي أس لايت. تم إطلاق هذا الجهاز باليابان في 1 نوفمبر، 2008، وبأستراليا في 2 أبريل، 2009، وبأوروبا في 3 أبريل، 2009، وبأمريكا الشمالية في 5 أبريل، 2009.
النينتندو دي أس آي هو نموثج متعدل للنينتندو دي أس لايت، ولكن الجهاز المكرّر تحتفظ العديد من الخواص مثل الشاشتين الـ LCD في داخل التصميم المحاري، أي أن الشاشة السفلية ما زالت شاشة لمس، مع أن الجهاز مضيف إليه ميزات جديدة. الحارف الـ « i » الصغير في اسم الدي أس آي (DSi) يرمز إلى الكاميراتين الخاص بالجهاز واللتين تمثلين الـ « eye » (العين)، وأيضاً يمثل حارف الـ « i » الصغير كالشخص الذي هو « I » (أنا) والشخصية الفردية. الشعار الرسمي للجهاز في أمريكا الشمالية هو «What will you and i do?» (« ماذا سنفعل أنت وأنا؟ »).

## المواصفات
النينتندو دي أس آي هو حوالي 12٪ أنحف من الدي أس لايت. الجهاز المحمول الجديد سيكون لديه كاميراتين تصوير (مع VGA كاميرا 0.3 ميجا بكسل [300,000 بكسل، وضوح التصویري 640 بـ 480] على المفصلة الداخلية المؤشر نحو المستخدم وكاميرا أخرى على الطبقة الخارجية)، وشاشتين أكبر (ربع بوصة أكبر من الشاشات القديمة التي هي ثلاث بوصات)، ومكبرات للصوت متحسنة. مفتاح الطاقة قد استبدل بزر لالطاقة، كما كان في الدي أس الأصلي، الآن موضوع في أسفل الجهة اليسرى من شاشة اللمس. الدي أس آي يمنع استعمال الخرطيش الوميضية والهاك اختلافاً عن الدي أس لايت. بسبب استهلاك طاقة أكثر والحجم الأصغر للجهاز سوف يختصر دورة حياة البطرية مقارنةً بسلفه، الدي أس لايت. من الإمكان المستخدم تبديل البطارية القابلة لإعادة الشحن الداخلي في نهاية حياته بعد شحينه في مئات الدورات الحياة، مثل الدي أس السابقي.
هناك شقب جديد لالبطاقات رقمية أمنة الـ SDHC ليتم استعماله من أجل التخزين الخارجي لالصور، وبرامج محمولة، وتشغيل سمعي الـ AAC. الشقب الأمامي من أجل خراطيش ألعاب الجيم بوي أدفانس (GBA) قد ألغيت، وهكذا قد زال توافق ألعاب الـ GBA مع الجهاز وأيضاً الإضافيات التي تتطلب شقب الـ GBA، مثل مقبض لعبة جيتار هيرو: أون تور الذي هو ضروري للعب على اللعبة. الدي أس آي لديه 256م.ب. ذاكرة وميضية داخلي خاص. بإمكان تزامن صور إلى الـ«فوتو تشانل» على الوي. الدي أس آي غير متوافق مع بطاقات الوميضية مثل الـ R4، والـ M3، والـ CycloDS.
لقد أعلن بأن الدي أس آي سوف يستعمل إغلاق تعجيزي منطقي لبرامج الخاص بالدي أس آي، عندما سوف يزود الجهاز خدمات على الإنترنت منفرداً متخصصة لكل منطقة في العالم، ولكن الدي أس آي ليس لديه إغلاق تعجيزي منطقي للألعاب وهكذا بإمكان اللعب على الجهاز مع أي لعبة من المناطق المختلفة. إضافاً أن الدي أس آي يستعمل مراقب أبوي تصنيفي، والذي يختلف في كل بلد.
كجهاز الوي، الدي أس آي لديه شبه قنوات الوي تددع بالـ "apps".

## متجر الدي أس آي
بإمكان إصال النينتندو دي أس آي إلى متجر رقمي مماثل لقناة وي شوب يتدع بالـ«دي أس آي شوب» (DSi Shop ؛ متجر الدي أس آي). هنا يستخدم نقاط نينتندو، أي أن المستخدم يستطيع استخدام هذه النقاط في تحميل الدي أس آي واير، وألعاب، وبرامج إلى الذاكرة الداخلي أو بطاقات الـ SDHC على الدي أس آي. سوف تكون هذه البرامج مجانية أو ستكلف 200، أو 500، أو 800 نقاط نينتندو. بإمكان أيضاً استعمال نقاط نينتندو على الوي.
أطلقت الدي أس آي شوب مع متصفح وب الخاص بالدي أس آي جاهز لالتحميل. ألعاب الدي أس آي واير سوف تتوفر في اليابان في ديسمبر 2008.

## الإطلاق
الجهاز إطلق أولاً في اليابان في 1 نوفمبر، 2008 بسعر 18,900 ين (مع ضريبة ؛ 18,000 ين قبل الضريبة)، الذي هو حوالي 192 دولار، ومتوفر بالألوان الأسود المَت والأبيض، وسوف يطلق قبل خريف الـ 2009 في باقي العالم حسب السيد إواتا. في اليابان، نينتندو قد شحنوا 200,000 وحدات دي أس آي منذ إطلاق الجهاز. روز لابين، رئيسة شركة نينتندو أستراليا المتملك، لم تتعلق على الدي أس آي ولكن هيا تتوقع أن الجهاز سوف يطلق في أستراليا بنفس الوقت مع أوروبا، بأن المنطقتين من مناطق إشارة الپال. الدي أس آي سوف يطلق في أوروبا في ربيع الـ 2009.
رئيس شركة نينتندو أماريكا ريجي فلس-آيم أدعى بأن مبيعات النينتندو دي أس لايت في الولايات المتحدة مازلت قوية، فتقديم الدي أس آي في البلد ليس من الأوليات الحالية، فهكذا لم يتوفر الدي أس آي في شمال أماريكا لحد: «مأخراً في الـ 2009».

## صور الجهاز

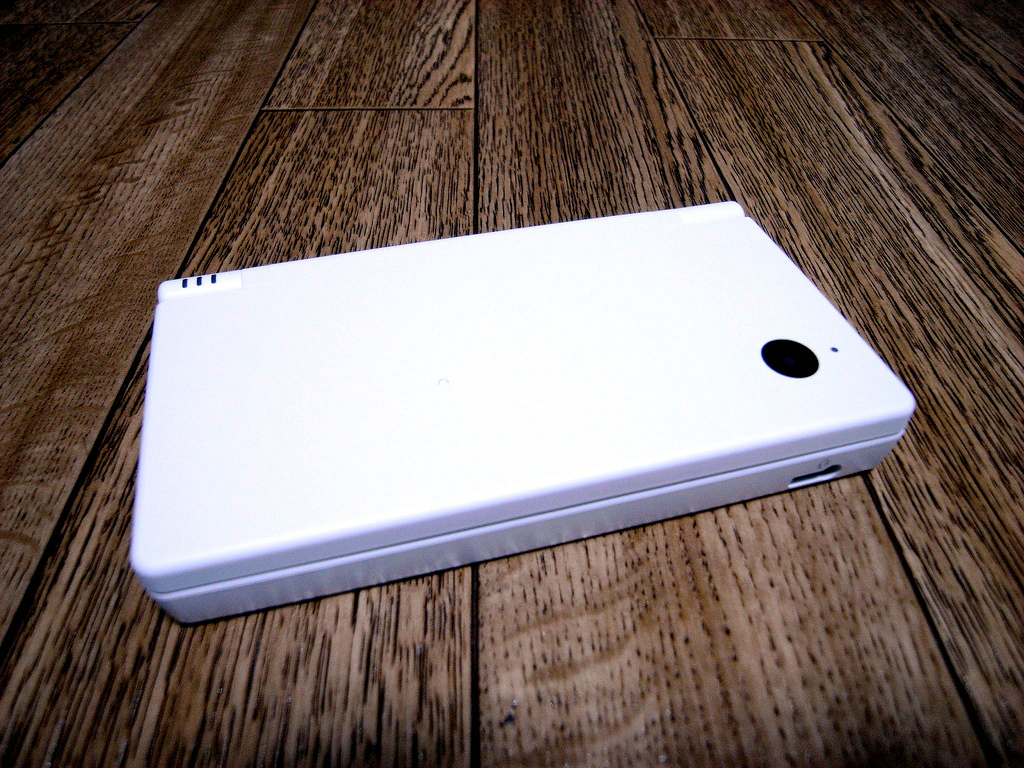
نينتندو دي إس آي مغلق، والكاميرا الثاني واضح
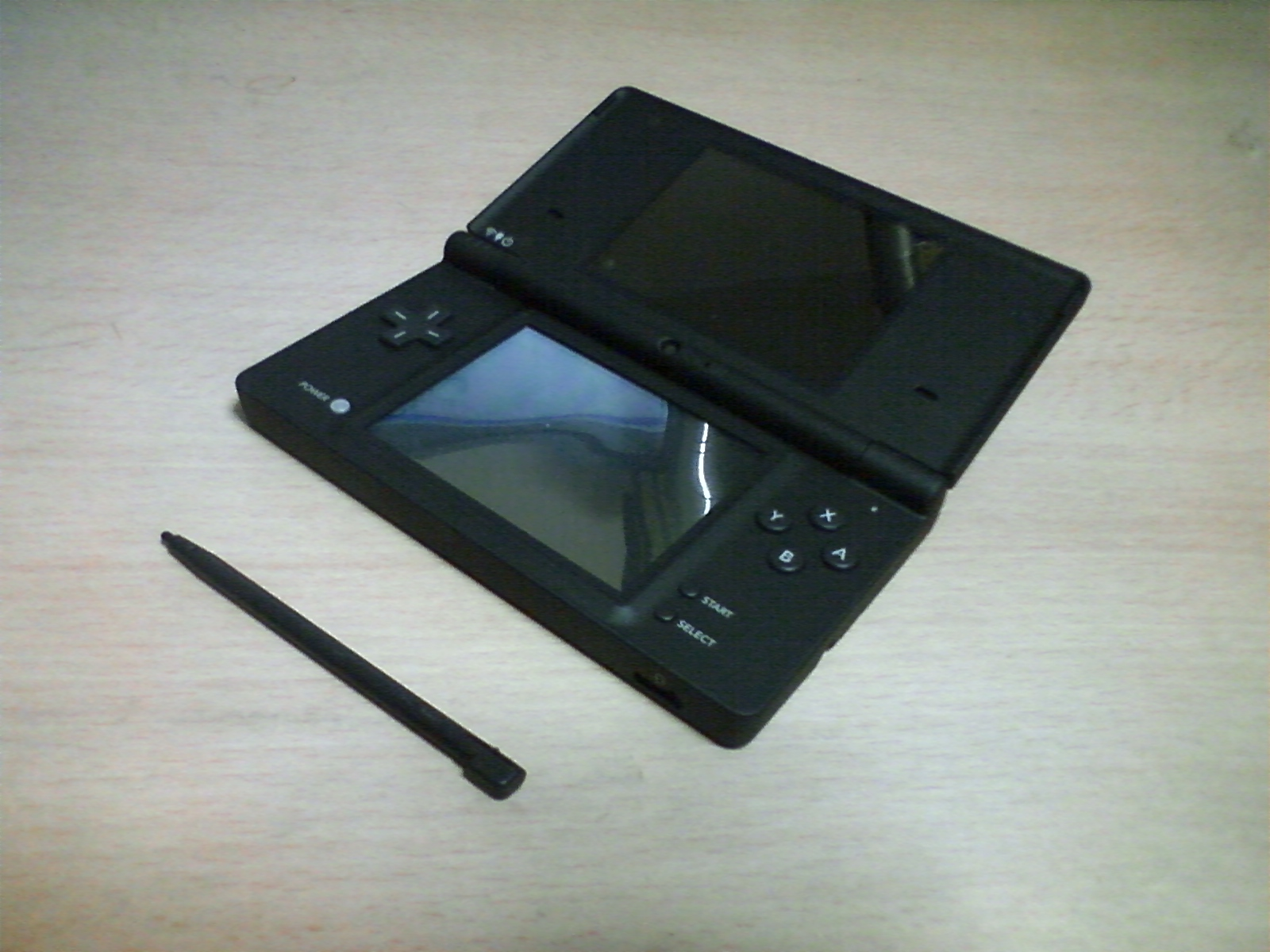
نينتندو دي إس آي أسود
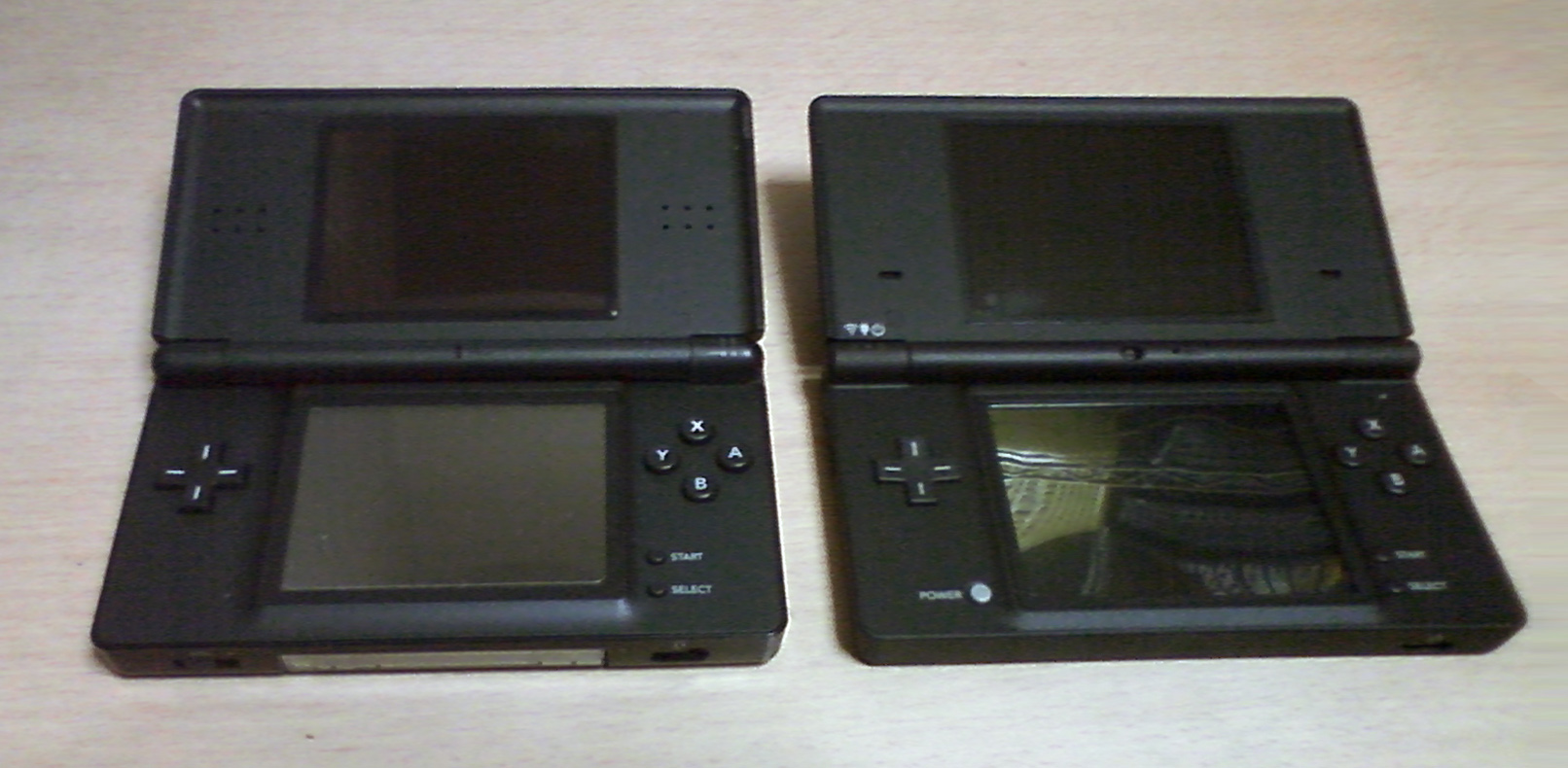
نينتندو دي إس لايت ودي إس آي